# Laktowegetarianizm
Laktowegetarianizm (lacto – łac. mleko) – odmiana wegetarianizmu wyłączająca z diety poza mięsem (w tym mięsem ryb) również jaja – oprócz produktów pochodzenia roślinnego spożywa się mleko i jego przetwory. W skali świata jest to najczęściej występująca odmiana wegetarianizmu, choć wśród Europejczyków częstszy jest owolaktowegetarianizm.